# Медака японська
Медака японська (Oryzias latipes) — вид риб роду медака (Oryzias), родини Адріаніхтові (Adrianichthyidae). Прісноводна субтропічна риба до 3,2 см довжиною.

## Ареал
Зустрічається у Східній Азії: Китай, Японія, Корея, В'єтнам. Відзначений у басейнах річок Хадинг, Меконг, Іраваді, Салуїн, Хонгха і Н'янг.

## Господарське значення

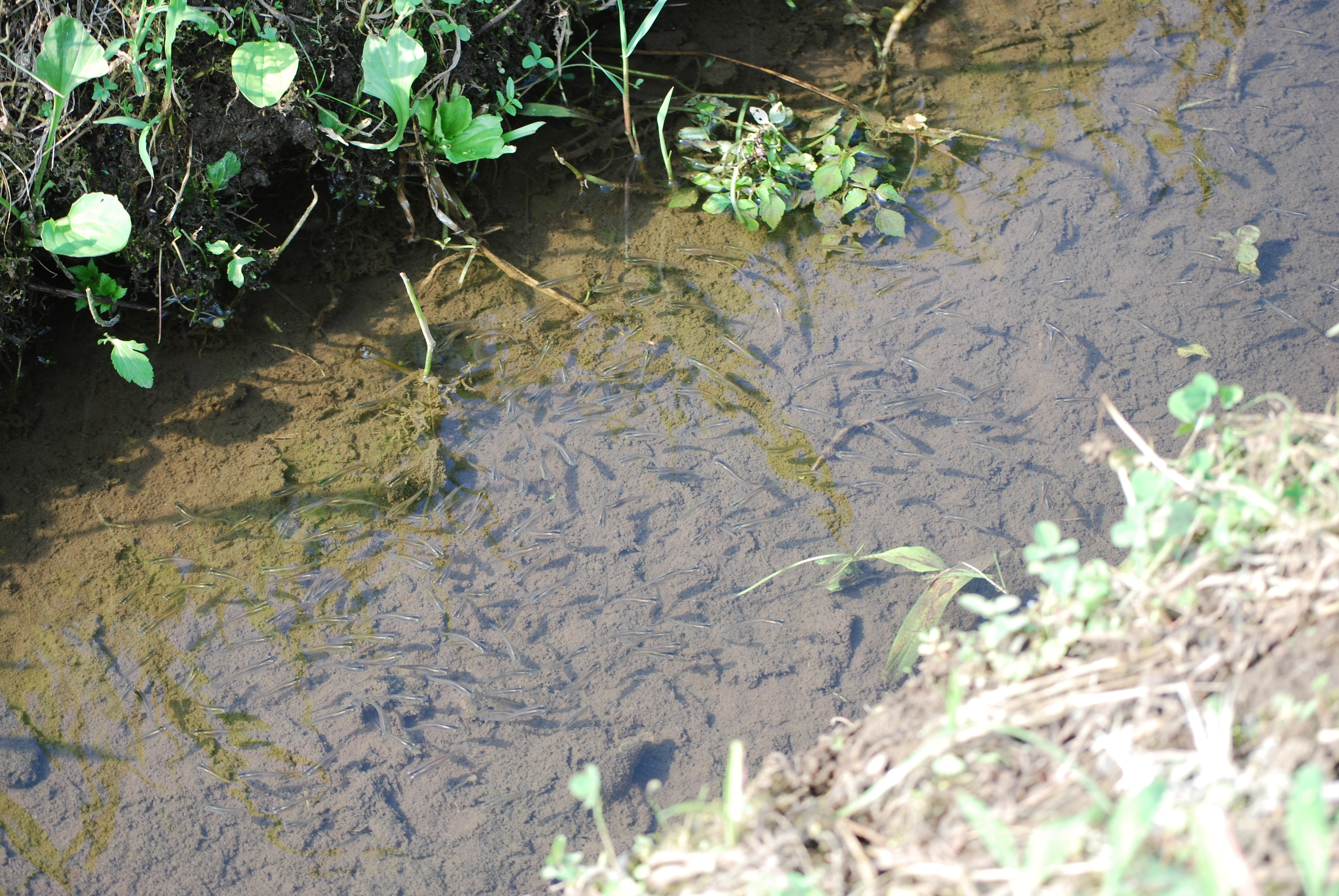
Зграйка медаки у ставку в Японії

Медака японська характеризується коротким періодом відтворення, тому як модельний організм широко використовується для досліджень, і була першим хребетним організмом, який здійснив повний цикл відтворення в космосі. Влітку 1994 року на борту космічного човника  Колумбія 2 самці і 2 самиці медаки японської здійснили 15-денну поїздку, під час якої розпочали нерест, відклали та запліднили ікру. Всі дорослі і нарибок повернулися живими на Землю, де було проведене подальше тестування.
В акваріумістиці знана як риба легка для утримання. Серед акваріумістів популярна її генетично модифікована флуоресцуюча відміна, якій імплантували ДНК медузи.